# NGC 2270
NGC 2270 is een open sterrenhoop in het sterrenbeeld Eenhoorn. Het hemelobject werd op 26 december 1786 ontdekt door de Duits-Britse astronoom William Herschel.